# Miscela di etanolo
Una miscela di etanolo è un combustibile ottenuto dalla miscelazione di etanolo con altri componenti, tipicamente dei derivati del petrolio.

## E5, E7, E10
L'E5, E7, e l'E10 sono dei combustibili costituiti per la maggior parte da combustibili di derivazione fossile e per la restante parte (5%, 7% e 10%) da etanolo.

## E15
L'E15 è un combustibile costituito al 15% da etanolo.

## E20
L'E20 è un combustibile costituito al 20% da etanolo.

## E85

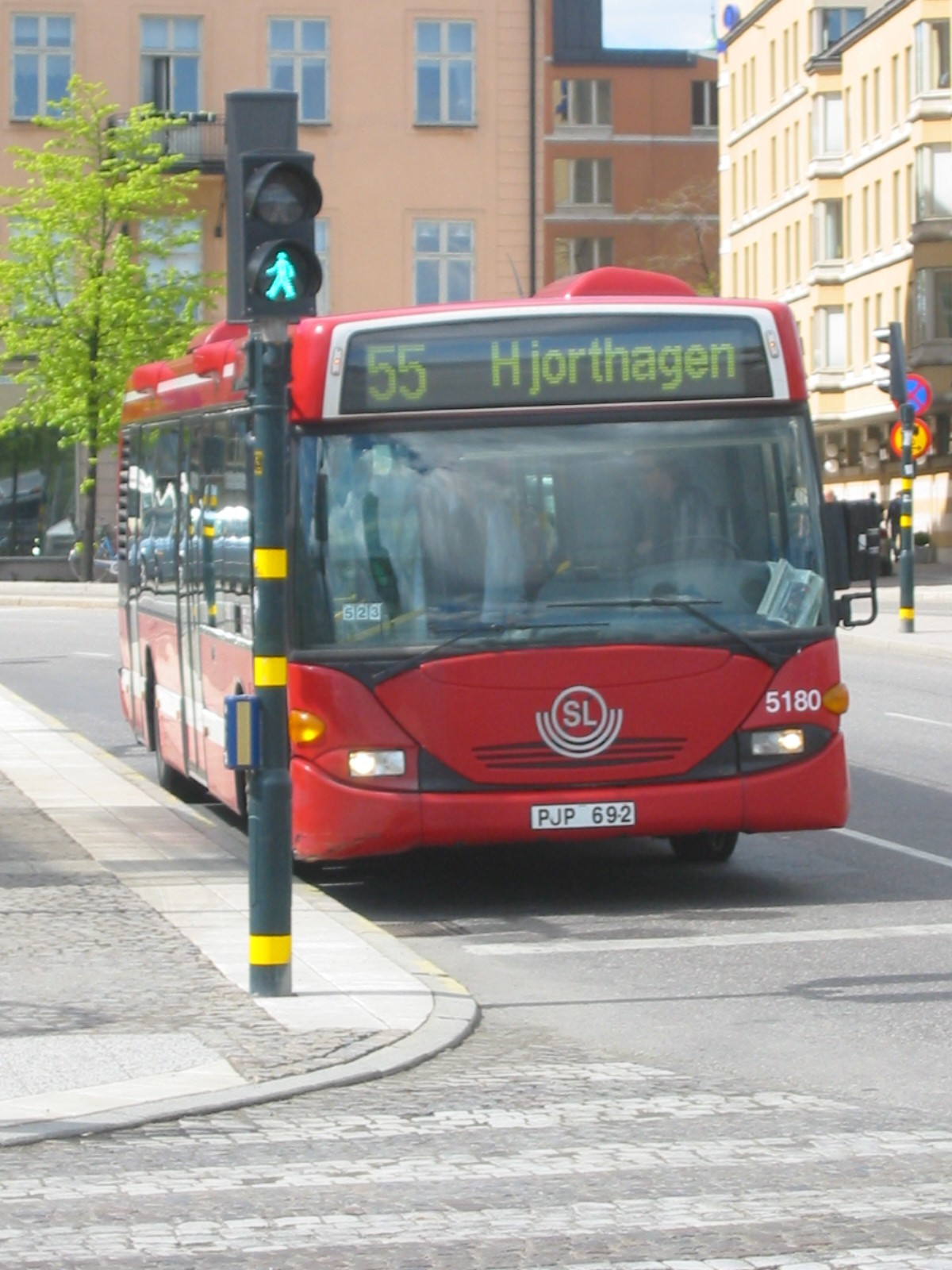
Un autobus alimentato ad E85 in Svezia

L'E85 è un combustibile costituito all'85% da etanolo e al 15% da combustibili di derivazione fossile come la benzina. L'E85 è generalmente la miscela con la quantità maggiore di bioetanolo che è possibile trovare negli Stati Uniti d'America con la presenza di più di 1000 pompe nel 2006, di cui la metà nel Minnesota.
La miscela ha un numero di ottano di 105. Questo è abbastanza inferiore all'etanolo puro, comunque più alto rispetto alla benzina (95).
L'E85 non contiene sempre esattamente l'85% di etanolo. In inverno, specialmente per i posti con climi più rigidi, viene addizionata un'ulteriore parte di combustibile fossile per facilitare l'avviamento dei motori.
In Italia, nell'ambito del progetto BEST, verranno introdotte 10 000 auto flex e installate 135 stazioni di rifornimento per E85. Nella provincia di La Spezia saranno acquistate e utilizzate 10 auto flex a carico del comune e 90 da piccole e medie imprese. Sempre a La Spezia saranno costruite 2 stazioni di rifornimento per E85.

## E95
L'E95 è costituito per il 95% da etanolo e per il restante 5% da additivi.
Nell'ambito del progetto BEST verranno introdotti 160 autobus alimentati ad E95 e l'installazione di 13 stazioni di rifornimento per E95. Per quanto riguarda la Svezia verrà costruita una stazione di E95.

## E100
L'E100 è etanolo puro, largamente utilizzato in Brasile e Argentina. Al di sotto dei 15 °C questo combustibile ha difficoltà di avviamento rispetto alla benzina. Per ovviare a questa problematica i veicoli ad E100 hanno una piccola riserva di additivo che viene automaticamente miscelata all'E100 per facilitare l'avviamento in inverno. Una volta che il motore è avviato la miscelazione viene interrotta e il funzionamento riprende ad etanolo puro. L'E100 venduto in Brasile è l'azeotropo (la più alta concentrazione di etanolo che può essere ottenuta con la distillazione) e contiene il 5% di acqua. Tuttavia, poiché la nomenclatura "EXX" non è utilizzata in Brasile, si può etichettare l'etanolo idrato come E100 per sottolineare che non vi sono tracce di benzina.